# Stephan Michelspacher

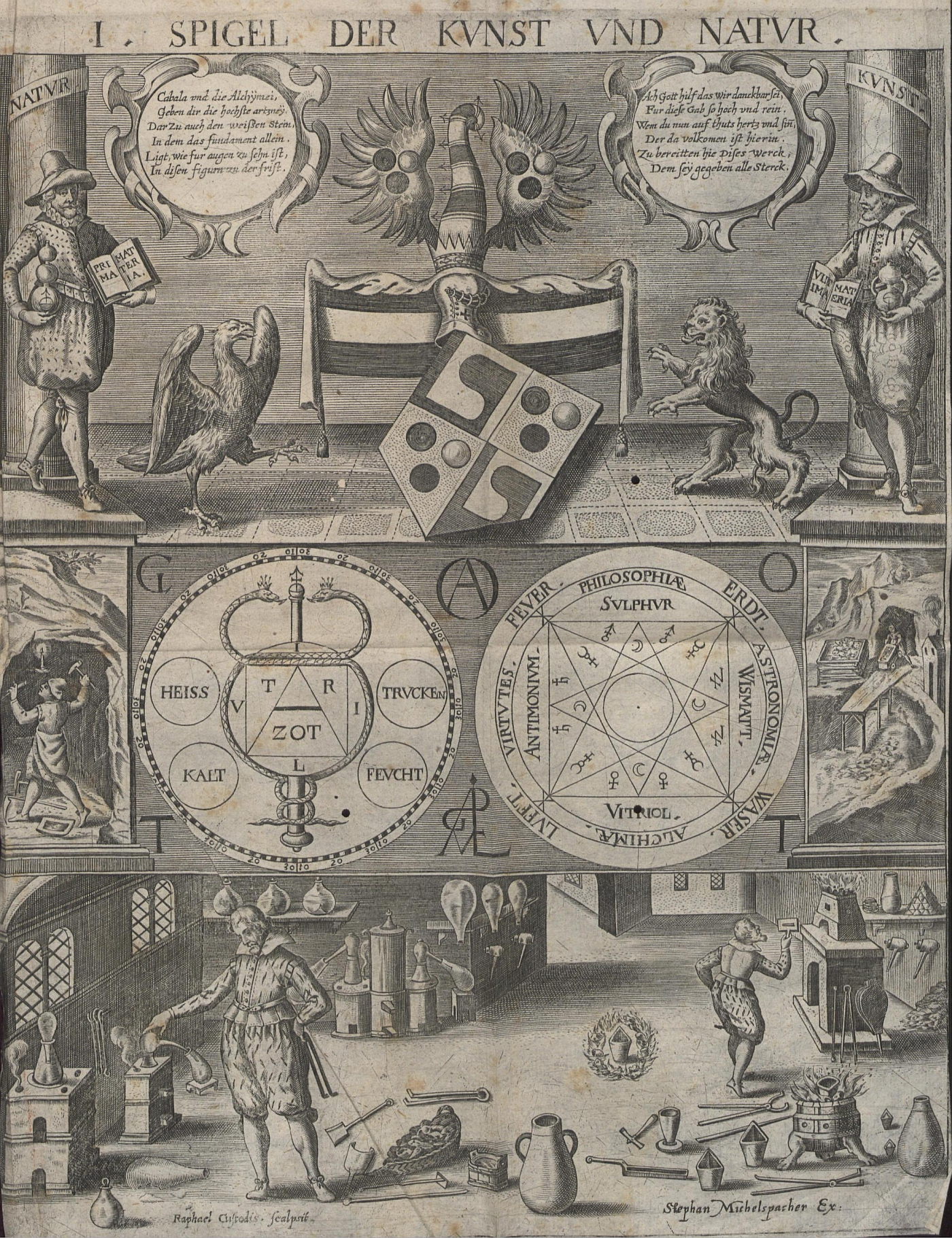
Cabala, Speculum Artis Et Naturae In Alchymia, edizione 1654

Stephan Michelspacher (... – fl. 1630) è stato un incisore tedesco. Noto per aver pubblicato l'opera Cabala, Speculum Artis et Naturae in Alchymia.

## Biografia
Stephan Michelspacher fu influenzato dalle opere di Heinrich Cornelius Agrippa e divenne incisore nella città di Augusta.
Nel 1615 collaborò con Johann Remmelin alla pubblicazione del Pinax microcosmographicus.